# Дулитл (Тексас)
Дулитл (енгл. Doolittle) насељено је место без административног статуса у америчкој савезној држави Тексас.

## Демографија
По попису из 2010. године број становника је 2.769, што је 411 (17,4%) становника више него 2000. године.
| Група             | 2000.         | 2010.         |
| Белци             | 89 (3,8%)     | 50 (1,8%)     |
| Афроамериканци    | 2 (0,1%)      | 1 (0,0%)      |
| Азијати           | 2 (0,1%)      | 3 (0,1%)      |
| Хиспаноамериканци | 2.263 (96,0%) | 2.717 (98,1%) |
| Укупно            | 2.358         | 2.769         |